# Rovshan Rustamov
Pour les articles homonymes, voir Rustamov.
Rovshan Murvat Oghlu Rustamov (en azerbaïdjanais Rövşən Mürvət oğlu Rüstəmov)  né en 1980 est un dirigeant azerbaïdjanais. Il occupe le poste de président des chemins de fer d'Azerbaïdjan  depuis 2022,.

## Biographie
Rovshan Murvat Oghlu Rustamov (en azéri : Rövşən Mürvət oğlu Rüstəmov), né le 6 octobre 1980 dans le village de Jafarli, région d’Imishli, est un haut fonctionnaire azerbaïdjanais, actuellement président de la société Azerbaijan Railways CJSC.

### Formation
De 1997 à 2001, il a étudié à l’Académie d’administration publique auprès du Président de la République d’Azerbaïdjan, où il a obtenu avec mention un diplôme de licence en administration d'État et municipale.
De 2001 à 2003, il a poursuivi ses études dans la même académie, obtenant un master avec mention en régulation juridique de l’économie.
En 2007, il a soutenu sa thèse de doctorat et a obtenu un PhD en économie.
En 2014, il a terminé un programme de planification de la continuité des activités au Business Continuity Institute. Depuis cette date, il est membre à part entière de l’Institut pour le développement durable des entreprises.

### Carrière
De 2004 à 2012, il a occupé les postes de directeur adjoint du département du développement commercial et de chef du département des opérations chez Azerpost LLC.
Entre 2012 et 2014, il a travaillé comme consultant en gouvernance d’entreprise chez Azercosmos OJSC.
En 2018, il a été nommé vice-président d’Azercosmos OJSC par décret du Président de la République d’Azerbaïdjan en date du 4 juin 2018.
En 2021, il a été nommé vice-ministre des Transports, des Communications et des Hautes Technologies par décret du Président de la République d’Azerbaïdjan en date du 14 juin 2021.
Le 26 octobre 2022, il a été nommé président de la Société des chemins de fer d’Azerbaïdjan (CJSC).

## Distinctions
En 2014, Rovshan Rustamov a reçu la médaille du Progrès par décret présidentiel.
En 2024, il a été décoré de la Médaille du jubilé « 100 ans de Heydar Aliyev (1923-2023) ».